# Albert Moses
Albert Moses (ur. 19 grudnia 1937 w Gampoli, zm. 15 września 2017 w Londynie) – brytyjski aktor, reżyser i producent telewizyjny lankijskiego pochodzenia, najszerzej znany z występów w serialu komediowym Mind Your Language (1977-79 i ponownie 1986).

## Życiorys
Pochodził z dzisiejszej Sri Lanki. Karierę w branży filmowej rozpoczął w Indiach, następnie kręcił filmy dokumentalne w Afryce, zaś od początku lat 70. mieszka i pracuje w Wielkiej Brytanii. Występował w takich filmach jak Człowiek, który chciał być królem (1975), Szpieg, który mnie kochał (1977), Amerykański wilkołak w Londynie (1981), Ściana (1979), Ośmiorniczka (1983) czy Wojny domowe (1999). W telewizji grał m.in. w serialach On the Buses, Sherlock Holmes, The Benny Hill Show, Never the Twain, Na sygnale czy Szpital Holby City.
Największą popularność przyniósł mu jednak serial Mind Your Language, opowiadający o grupie imigrantów uczęszczających na wieczorowy kurs angielskiego dla cudzoziemców. Moses występował tam jako Ranjeet, sikh pochodzący z Indii, a obecnie pracujący w londyńskim metrze. Pierwotnie serial został zamknięty w 1979 po trzech seriach, jednak w 1986 podjęto niezbyt udaną próbę jego reaktywacji. W czwartej serii Moses był nie tylko aktorem, lecz również producentem wykonawczym.
Pod koniec życia Moses był przewodniczącym Sekcji Artystów Azjatyckich, Karaibskich i Orientalnych, działającej w ramach Equity, głównego aktorskiego związku zawodowego w Wielkiej Brytanii. Udzielał się także w licznych innych organizacjach społecznych.